# Vesiculaphis pruni
Vesiculaphis pruni är en insektsart. Vesiculaphis pruni ingår i släktet Vesiculaphis och familjen långrörsbladlöss. Inga underarter finns listade i Catalogue of Life.